# 89-es főút
89-es főút (ungarisch für ‚Hauptstraße 89‘) ist eine ungarische Hauptstraße. Sie zweigt zwischen Szombathely (deutsch: Steinamanger) und Gencsapáti von der 87-es főút ab und führt zur Grenze zu Österreich. Dort setzt sie sich als Steinamangerer Straße B63 nach Schachendorf und Oberwart fort.
Die Gesamtlänge der Straße beträgt 12 Kilometer.